# محمد السيد (مبارز)
محمد السيد (مواليد 3 مارس 2003) هو مبارز مصري، مثّل بلاده في الألعاب الأولمبية الصيفية 2020. فاز بالميدالية البرونزية في سيف المبارزة رجال في الألعاب الأولمبية الصيفية 2024. كما فاز بالميدالية الذهبية في مسابقة سيف المبارزة الفردي للرجال في ألعاب البحر الأبيض المتوسط 2022 التي أقيمت في وهران بالجزائر.

## ميداليات
- الألعاب الأولمبية الصيفية
  -  2024: باريس (فردي)[9]
- إفريقيا
  -  2019: باماكو
  -  2022: الدار البيضاء (فردي)
  -  2022: الدار البيضاء (فريق)
  -  2023: القاهرة (فريق)
  -  2023: القاهرة
  -  2024: الدار البيضاء
- ألعاب البحر الأبيض المتوسط
  -  2022: وهران